# Ouderkerk-sur-l'Amstel
Pour les articles homonymes, voir Ouderkerk.
Ouderkerk-sur-l'Amstel (en néerlandais : Ouderkerk aan de Amstel) est un village néerlandais situé dans la commune d'Ouder-Amstel — abritant son hôtel de ville — et dans une moindre mesure dans celle d'Amstelveen, en province de Hollande-Septentrionale. Il est situé à environ 9 km au sud d'Amsterdam. Le cimetière Beth Haim d'Ouderkerk-sur-l'Amstel, plus ancien cimetière juif des Pays-Bas, se situe dans le village.

## Démographie
En 2001, la zone urbanisée s'étend sur 1,5 km2 et compte 3 094 résidences. La zone de recensement statistique d'Ouderkerk-sur-l'Amstel, qui inclut aussi les zones périphériques du village ainsi que la campagne environnante, compte 8 228 habitants en 2005. La même année, le village compte 7 480 habitants.

## Galerie

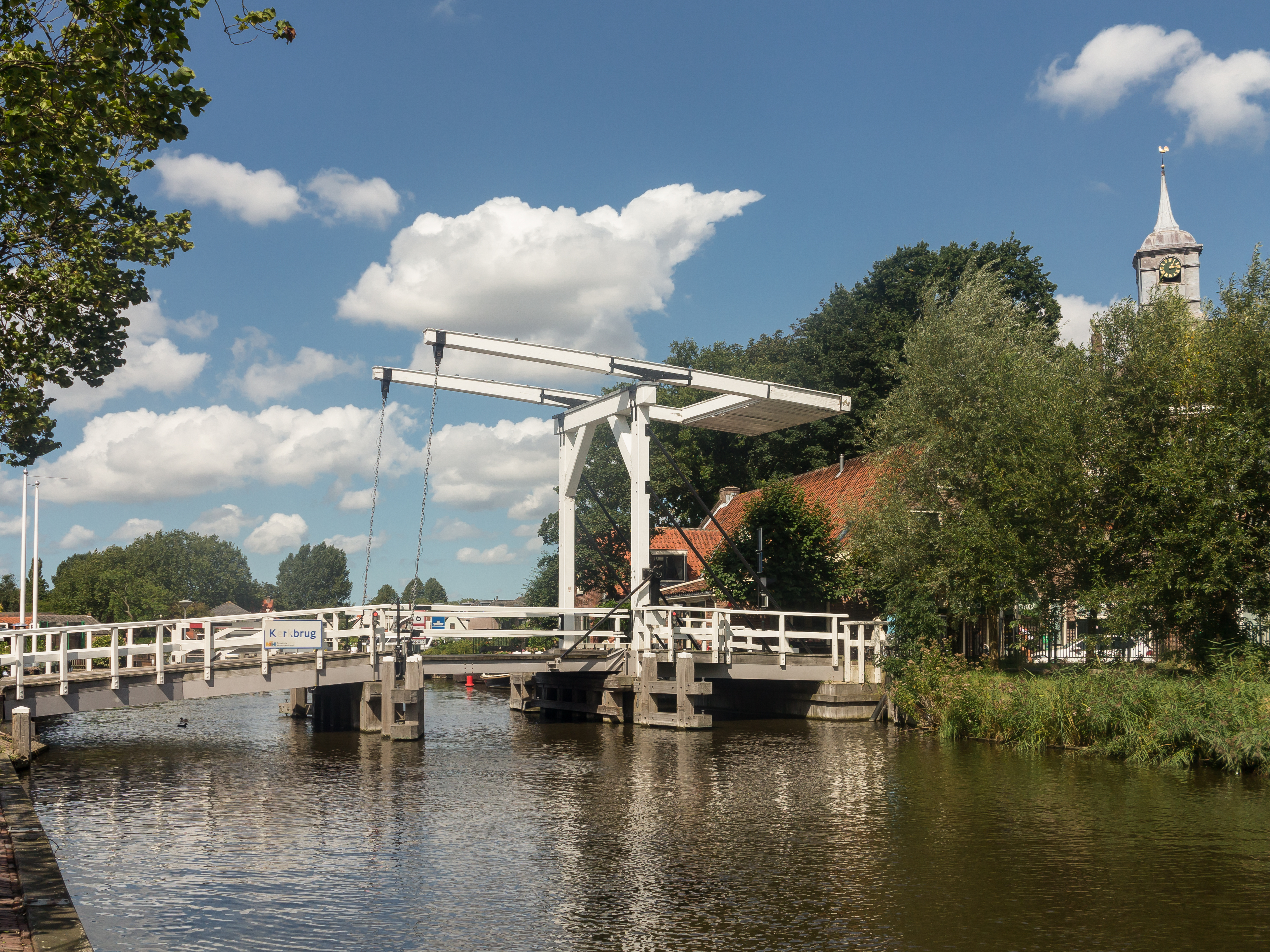
Le pont basculant : de Kerkbrug.
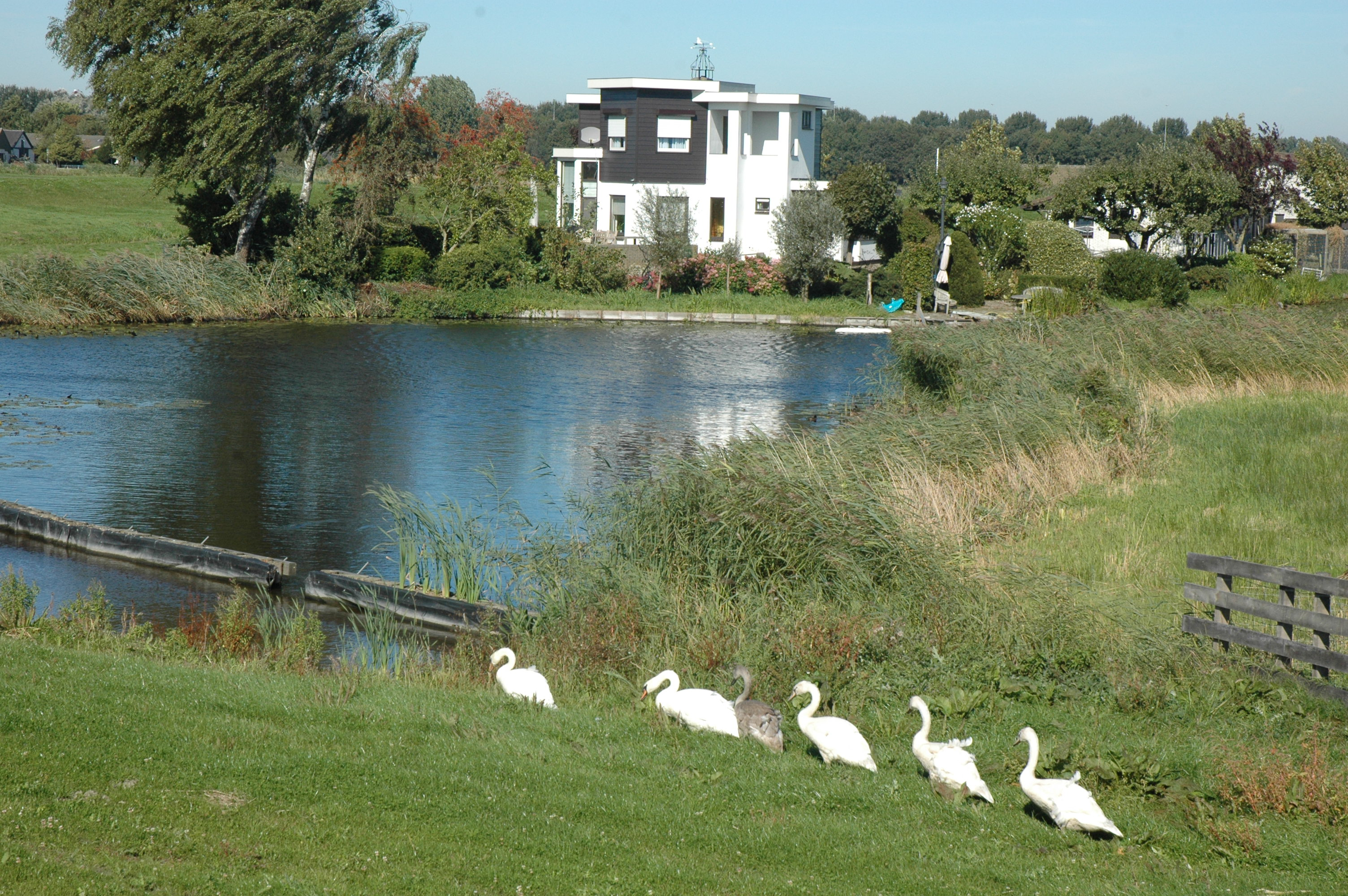
Alentours du village.
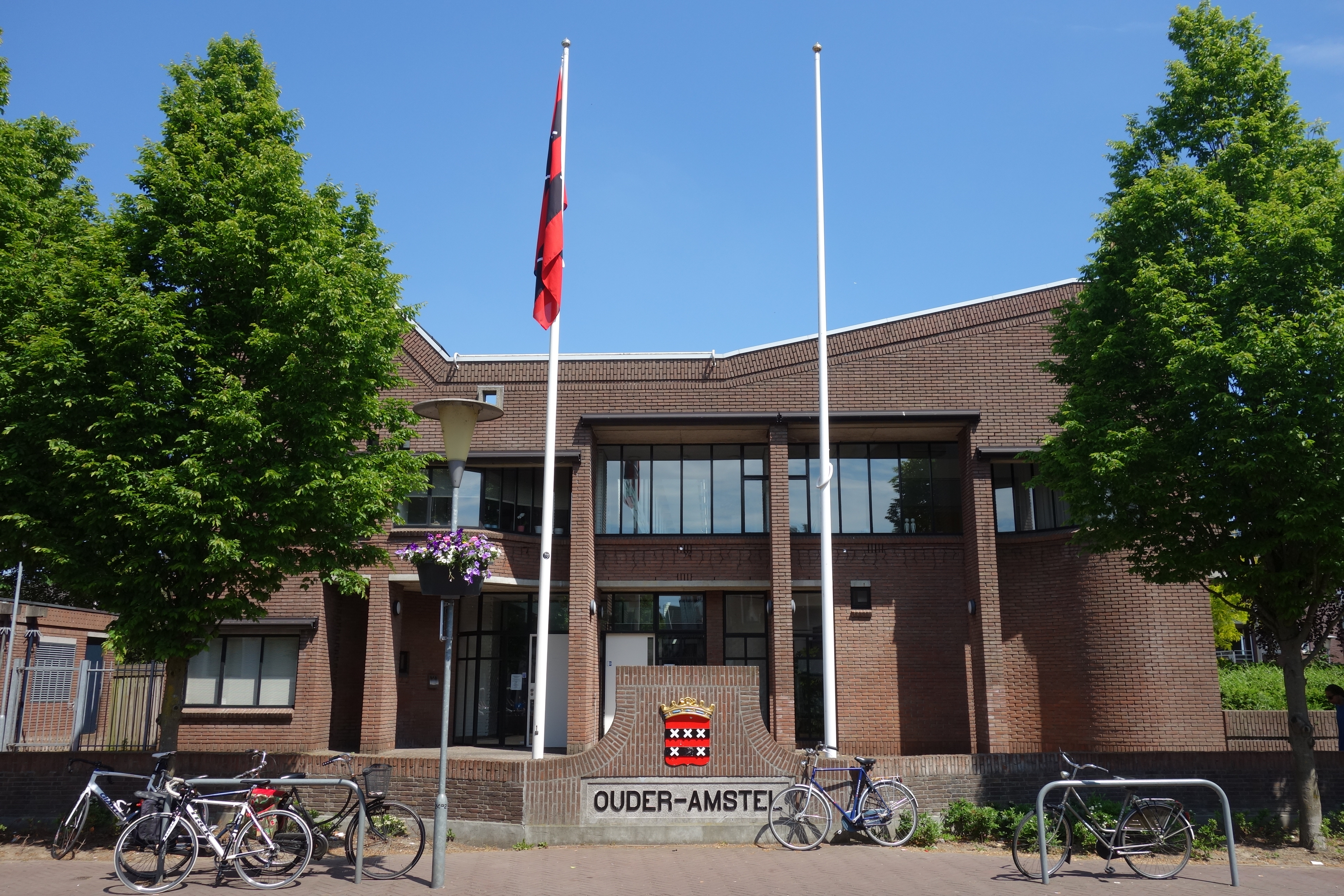
Hôtel de ville d'Ouder-Amstel.
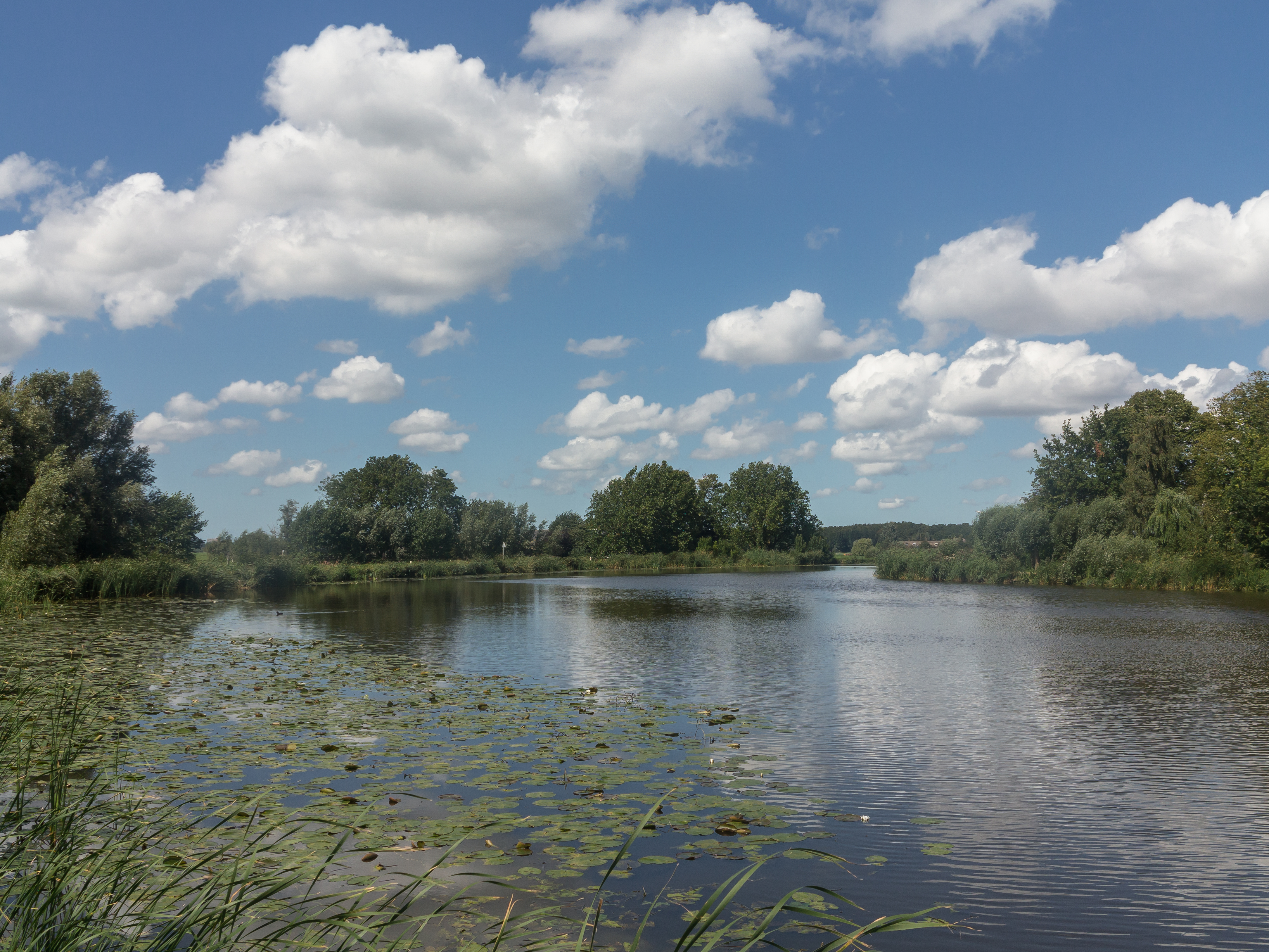
Vue du site De Ronde Hoep.